# نرة غاه المركزي (سررود الجنوبي)
نرة غاه المرکزي (بالفارسية: نره‌گاه مرکزی) هي قرية تقع في إيران في قسم سررود الجنوبي الريفي. يقدر عدد سكانها بـ 1,104 نسمة .